# Mario Andretti's Racing Challenge
Mario Andretti's Racing Challenge est un jeu vidéo de course développé par Distinctive Software et publié par Electronic Arts sur IBM PC en 1991. Il permet au joueur de participer à six catégories de courses différentes : sprint car, voitures modifiées, stock car, sport-prototype, Formule 1 et Indy Racing League.  Chaque catégories utilise des circuits, des systèmes de qualification et des durées de course distinctes, qui correspondent à la réalité de ce type de course. Dans le mode carrière du jeu, le joueur doit d'abord trouver un sponsor afin d'acquérir une première voiture, qui lui permet de se qualifier puis de participer à des courses de spring car. En remportant des courses, ils gagnent de l'argent qui lui permet d'améliorer son véhicule et ainsi de participer à d'autres types de courses. Il progresse ainsi dans la hiérarchie des sports automobiles jusqu'à pouvoir piloter une Indy 500 pour participer à l'Indy Racing League,.

## Accueil
| Mario Andretti's Racing Challenge |      |       |
| Média                             | Nat. | Notes |
| Computer and Video Games          | GB   | 94 %  |
| Gen4                              | FR   | 86 %  |
| Joystick                          | FR   | 90 %  |